# Apeadeiro de Durrães
O Apeadeiro de Durrães é uma gare da Linha do Minho, que serve a localidade de Durrães, no concelho de Barcelos, em Portugal.

## Descrição

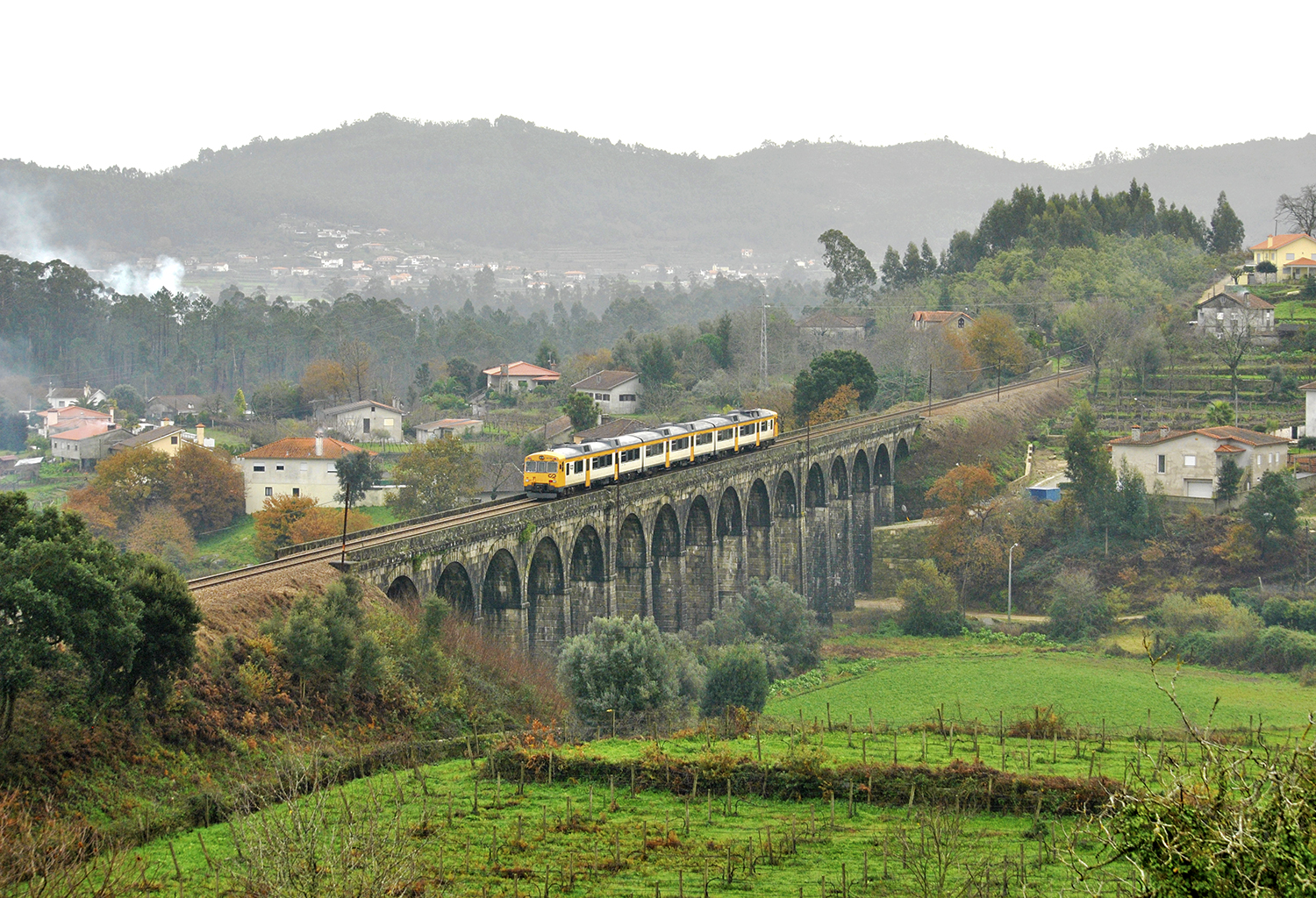
Comboio a passar pelo Viaduto de Durrães, perto do apeadeiro.

### Infraestrutura
A plataforma situa-se do lado norte da via (lado direito do sentido ascendente, para Monção).

### Serviços
Em dados de 2022, esta interface é servida por comboios de passageiros da C.P. de tipo regional e inter-regional com oito circulações diárias em cada sentido ligando respetivamente Porto-Campanhã e Nine a Valença e Viana do Castelo.

## História

### Entrada ao serviço
Este apeadeiro insere-se no troço da Linha do Minho entre Darque e Barcelos, que entrou ao serviço no dia 24 de Fevereiro de 1878. Foi construído pelo governo, como parte da divisão dos Caminhos de Ferro do Minho e Douro.

### Século XX
Em 1927, os Caminhos de Ferro do Estado foram integrados na Companhia dos Caminhos de Ferro Portugueses, que começou a explorar as antigas redes do Sul e Sueste e do Minho e Douro em 11 de Maio daquele ano.
Em 1934, a Comissão Administrativa do Fundo Especial de Caminhos de Ferro autorizou obras de ampliação na plataforma deste apeadeiro, cujo projecto foi elaborado no mesmo ano, pela Companhia dos Caminhos de Ferro Portugueses.

Um despacho da Direcção-Geral de Caminhos de Ferro de 7 de Julho de 1950, publicado no Diário do Govêrno n.º 162, III Série, de 14 de Julho, aprovou um projecto da Companhia dos Caminhos de Ferro Portugueses para aditamento aos quadros das distâncias de aplicação nas linhas do Minho do Douro, no qual foram atribuídas distâncias próprias ao Apeadeiro de Durrães.